# Karl Glaser (Politiker, 1921)
Karl Glaser (* 7. September 1921 in Salzburg; † 13. September 2006 ebenda) war österreichischer Politiker (ÖVP) sowie Post- und Fernmeldebeamter. Glaser war von 1949 bis 1955 Abgeordneter zum Salzburger Landtag und danach von 1955 bis 1982 Abgeordneter zum Österreichischen Nationalrat.

## Leben
Glaser besuchte nach der Volksschule ab 1931 das Bundesrealgymnasium Salzburg und legte 1939 die Matura ab. Er wurde 1938 und 1940 auf Grund politischer Freiheitsstrafen in Haft genommen und studierte zwischen 1939 und 1940 drei Semester an der Hochschule für Bodenkultur. Zwischen 1941 und 1945 leistete er während des Zweiten Weltkriegs seinen Militärdienst ab. Glaser trat nach dem Ende des Krieges in den Dienst der Post- und Telegraphenverwaltung und war als Post- und Fernmeldebeamter tätig. Des Weiteren engagierte er sich als Landesobmannstellvertreter der Gewerkschaft der Post- und Telegraphenbediensteten Salzburgs. 1982 schied er als Postbeamter aus und war von 1982 bis 1988 Präsident des Salzburger Zivilschutzverbandes.
Glaser war Kammerrat der Kammer für Arbeiter und Angestellte Salzburg und vertrat die ÖVP zwischen 1949 und 1955 im Salzburger Landtag. Darüber hinaus war er innerparteilich zwischen 1950 und 1961 als Bezirksparteiobmann der ÖVP Salzburg-Stadt aktiv und übte von 1964 bis 1976 die Funktion des Landesparteiobmanns der ÖVP Salzburg aus. Bereits zuvor war er ab 1951 stellvertretender Landesparteiobmann bzw. ab 1961 geschäftsführender Landesparteiobmann gewesen. Zudem war er von 1953 bis 1978 Landesobmann des ÖAAB Salzburg und von 1961 bis 1964 stellvertretender Vorsitzender der Landesexekutive Salzburg des ÖGB. Glaser war vom 20. Jänner 1955 bis zum 30. März 1982 Abgeordneter zum Nationalrat.
Seit 1955 war Glaser Ehrenmitglied der katholischen Mittelschulverbindung K.ö.St.V. Almgau Salzburg im MKV.

## Auszeichnungen
- 1966: Großes Silbernes Ehrenzeichen für Verdienste um die Republik Österreich[3]
- 1974: Großes Goldenes Ehrenzeichen für Verdienste um die Republik Österreich[4]
- 1981: Großes Silbernes Ehrenzeichen mit dem Stern für Verdienste um die Republik Österreich[5]
- Ehrenpräsidenten des Salzburger Zivilschutzverbandes
- Großes Ehrenzeichen des Landes Salzburg